# Léon Galvaing
Léon Galvaing (Suresnes, 31 de diciembre de 1902-Saint-Cloud, 17 de marzo de 1963) fue un deportista francés que compitió en ciclismo en la modalidad de pista. Ganó una medalla de plata en el Campeonato Mundial de Ciclismo en Pista de 1926, en la prueba de velocidad individual.

## Medallero internacional
| Campeonato Mundial | Campeonato Mundial | Campeonato Mundial | Campeonato Mundial       |
| Año                | Lugar              | Medalla            | Competición              |
| ------------------ | ------------------ | ------------------ | ------------------------ |
| 1926               | Milán (Italia)     | Medalla de plata   | Velocidad individual (A) |